# Feuchtgebiet Saerbeck
Koordinaten: 52° 11′ 19″ N, 7° 41′ 3″ O
Das Naturschutzgebiet Feuchtgebiet Saerbeck liegt auf dem Gebiet der Gemeinde Saerbeck im Kreis Steinfurt in Nordrhein-Westfalen. Das Gebiet erstreckt sich nordöstlich des Kernortes Saerbeck direkt an dem am östlichen Rand fließenden Dortmund-Ems-Kanal. Westlich schließt sich das Naturschutzgebiet Am Janhaarspool an und verläuft die B 219.

## Bedeutung
Für Saerbeck ist seit 1983 ein 243,134 ha großes Gebiet unter der Kenn-Nummer ST-029 als Naturschutzgebiet ausgewiesen. Das aus drei Teilflächen bestehende Gebiet wurde unter Schutz gestellt zur Erhaltung, Entwicklung und Wiederherstellung von Lebensgemeinschaften und Biotopen, insbesondere von seltenen und z. T. stark gefährdeten landschaftsraumtypischen Pflanzen- und Tierarten in einem ehemaligen Heidegebiet mit Feucht- und Trockenheide und von seltenen, zum Teil gefährdeten Wat- und Wiesenvögeln, Amphibien und Wirbellosen sowie Pflanzen und Pflanzengesellschaften des offenen Wassers und des feuchten Grünlandes.
Das Naturschutzgebiet ist Teil des Europäischen Vogelschutzgebiets „Feuchtwiesen im nördlichen Münsterland“.